# Episodi di Sex&Drugs&Rock&Roll (prima stagione)
La prima stagione della serie televisiva statunitense Sex&Drugs&Rock&Roll composta da 10 episodi è stata trasmessa dal 16 luglio 2015 in prima visionse su Fox. In Italia la serie è ancora inedita.
| n° | Titolo originale                           | Prima TV USA      | Prima TV Italia |
| -- | ------------------------------------------ | ----------------- | --------------- |
| 1  | Don’t Wanna Die Anonymous                  | 16 luglio 2015    | inedita         |
| 2  | Clean Rockin’ Daddy                        | 23 luglio 2015    | inedita         |
| 3  | Lust for Life                              | 30 luglio 2015    | inedita         |
| 4  | What You Like Is In The Limbo              | 6 agosto 2015     | inedita         |
| 5  | Doctor Doctor                              | 13 agosto 2015    | inedita         |
| 6  | Tattoo You                                 | 20 agosto 2015    | inedita         |
| 7  | Supercali-fragilisticjulie-friggingandrews | 27 agosto 2015    | inedita         |
| 8  | Hard Out Here for a Pimp                   | 3 settembre 2015  | inedita         |
| 9  | Take my Picture by the Pool                | 10 settembre 2015 | inedita         |
| 10 | Because We’re Legion                       | 17 settembre 2015 | inedita         |